# گل‌شکاف سیاه
گل‌شکاف سیاه (نام علمی: Diglossa humeralis) نام یک گونه از سرده گل‌شکاف است.